# Ilybius opacus
Ilybius opacus är en skalbaggsart som först beskrevs av Aubé 1837.  Ilybius opacus ingår i släktet Ilybius och familjen dykare. Arten är reproducerande i Sverige. Inga underarter finns listade i Catalogue of Life.